# 蒙拉科勒
蒙拉科勒（法語：Montracol，法語發音：[mɔ̃ʁakɔl]）是法国东部安省的一个市镇，属于布雷斯地区布尔格区。

## 地理
蒙拉科勒（46°11'50"N, 5°7'19"E）面积14.56 平方千米，位于法国奥弗涅-罗讷-阿尔卑斯大区安省，该省份为法国东部省份，北起汝拉省，西北接索恩-卢瓦尔省，西接罗讷省和里昂大都会，南至伊泽尔省，东与萨瓦省、上萨瓦省和瑞士接壤。
与蒙拉科勒接壤的市镇（或旧市镇、城区）包括：比埃拉斯、沙韦里亚、孔代西亚、蒙塞、维厄容河畔圣安德烈、圣雷米、旺丹。

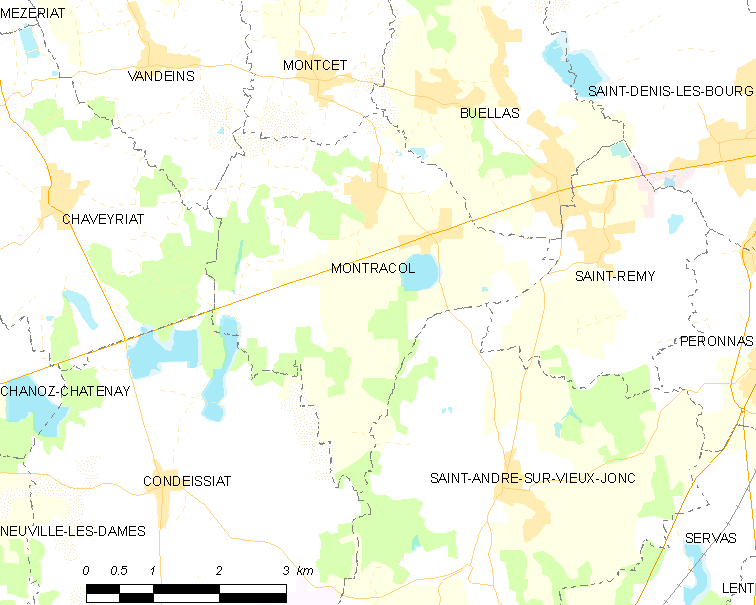
蒙拉科勒的OSM定位图

蒙拉科勒的时区为UTC+01:00、UTC+02:00（夏令时）。

## 行政
蒙拉科勒的邮政编码为01310，INSEE市镇编码为01264。

## 政治
蒙拉科勒所属的省级选区为阿蒂尼亚县。

## 人口

1962-2008年间蒙拉科勒人口变化图示

蒙拉科勒于2022年1月1日时的人口数量为1008人。